# 赤松要
赤松 要（あかまつ かなめ、1896年8月7日 - 1974年12月20日）は、日本の経済学者。一橋大学名誉教授。日本における経済政策学の第一人者で、雁行形態論（のち小島清や山澤逸平らにより発展）等を提唱したことで知られる。

## 来歴
福岡県に旧久留米藩藩士の長男として生まれる。久留米商業学校（現久留米市立久留米商業高等学校）、神戸高等商業学校（現神戸大学）を経て、1921年東京高等商業学校（現一橋大学）卒。1944年経済学博士（東京商科大学）。福田徳三門下。
1921年、名古屋高等商業学校（現名古屋大学経済学部）講師、1922年、同教授。1923年から留学し、ドイツでハインリヒ・リッケルトとヘルマン・グロックナーに師事したのちアメリカ合衆国でに移りハーヴァード大学でケースメソッドを学んだ。
また、同時期に留学していた同僚の宮田喜代蔵や、東京高等商業学校の本間喜一、渡邉大輔、大塚金之助、金子鷹之助、井藤半彌、吉田良三、神戸高等商業学校の八木助市、坂本彌三郎、石田文次郎、田中金司、五百籏頭眞治郎、北村五良、平井泰太郎らと、日本料理店や日本人クラブで研究会を開いたり将棋をしたりするなどして交流した。
1926年名古屋高等商業学校産業調査室（現名古屋大学大学院経済学研究科附属国際経済動態研究センター）を設立し、初代所長に就任。同僚の酒井正三郎や宮田喜代蔵とともに産業調査分析にあたる。
1939年、東京商科大学（現一橋大学）教授。戦時中は東京商科大学東亜経済研究所が担当した南方軍軍政総監部調査部の部長を務め、南方軍司令部の移駐に伴う改編後は馬来軍政監部調査部長となった。1944年、経済学博士（論文タイトルは『経済新秩序の形成原理』）。1946年、復員。1955年、一橋大学経済学部長、1960年、同大を定年退官し、同大名誉教授。1960年、明治大学教授就任、1968年拓殖大学教授就任。中央賃金審議会会長等も歴任。

## 門下生
弟子に小島清（元一橋大教授）や後藤昭八郎（元明治大教授）、石沢芳次郎（元拓殖大学長）、米田公丸（元アジア経済研究所研究員）等。また、矢尾次郎（神戸大学名誉教授）、矢澤富太郎（元大蔵省関税局長）は赤松ゼミ出身。

## 関連書籍
- 池尾愛子『赤松要：わが体系をのりこえてゆけ』（評伝・日本の経済思想）日本経済評論社、2008年　ISBN 9784818819856